# Dobry, zły i martwy
Dobry, zły i martwy (tytuł oryg. 4Got10) − amerykański film fabularny z 2015 roku, na podstawie scenariusza Seana Ryana, wyreżyserowany przez Timothy’ego Woodwarda Jr. W rolach głównych wystąpiły w nim ikony kina akcji: Johnny Messner, Dolph Lundgren, Michael Paré i Danny Trejo. Światowa premiera obrazu odbyła się 11 września 2015 podczas Burbank International Film Festival. Miesiąc później, 6 października, nastąpiła premiera komercyjna. W Polsce film wydano na dyskach DVD 29 marca 2016. Dystrybutorem była firma Monolith Video. Alternatywne tytuły angielskie filmu to Forgotten oraz The Good, the Bad, and the Dead.

## Fabuła
Brian Barns budzi się na pustkowiu. Nie pamięta, skąd się tam wziął, nie wie też, dlaczego w jego otoczeniu znajdują się ciała ośmiu zamordowanych osób. W swoim samochodzie znajduje cztery miliony dolarów i mnóstwo kokainy. Od tego momentu bohater będzie ścigany przez diabelski tercet: dilera narkotykowego Pereza, agenta DEA Rookera oraz skorumpowanego miejscowego szeryfa.

## Obsada
- Johnny Messner − Brian Barns
- Dolph Lundgren − Bob Rooker
- Michael Paré − szeryf Olson
- Danny Trejo − Mateo Perez
- Vivica A. Fox − Imani Cole
- Natassia Malthe − Christine
- John Laughlin − Howard
- Angell Conwell − agentka Taylor
- Michael J Long − Samuel Perez
- Jon Foo − oficer

## Nagrody i wyróżnienia
- 2015, Burbank International Film Festival:
  - nagroda dla najlepszego aktora przyznana Michaelowi Paré[3]
  - nominacja do nagrody dla najlepszego filmu pełnometrażowego, w kategorii thriller/film akcji[3]